# Campiglossa jugosa
Campiglossa jugosa este o specie de muște din genul Campiglossa, familia Tephritidae. A fost descrisă pentru prima dată de Ito în anul 1984. Conform Catalogue of Life specia Campiglossa jugosa nu are subspecii cunoscute.